# قرار مجلس الأمن التابع للأمم المتحدة رقم 595
قرار مجلس الأمن التابع للأمم المتحدة رقم 595، الذي تم تبنيه بالإجماع في 27 آذار / مارس 1987، بعد الإشارة إلى وفاة قاضي محكمة العدل الدولية ونائب الرئيس غاي لادريت دي لاوشاريير في 10 آذار / مارس، قرر المجلس أن الانتخابات لشغل المنصب الشاغر في محكمة العدل الدولية تجرى يوم 14 سبتمبر 1987 في مجلس الأمن وفي الجلسة 41 للجمعية العامة.
كان لاوشاريير دبلوماسيًا فرنسيًا مثل البلاد في الأمم المتحدة. في عام 1982 انتخب عضواً في محكمة العدل الدولية وانتخب نائباً لرئيسها عام 1985. كان من المقرر أن تنتهي فترة ولايته في فبراير 1988.

## روابط خارجية
- نص القرار في undocs.org